# Tom Clancy's Ghost Recon Wildlands
Tom Clancy's Ghost Recon Wildlands é um jogo de tiro táctico em terceira pessoa em mundo aberto, produzido pela Ubisoft Paris e lançado em 7 de março de 2017 para Microsoft Windows, PlayStation 4, Xbox One e em 19 de Novembro de 2020 para o Google Stadia. Wildlands é o décimo título da série Tom Clancy's Ghost Recon e o primeiro que tem um ambiente em mundo aberto.
O jogo abandona o cenário futurista de Advanced Warfighter para se colocar num similar ao original Tom Clancy's Ghost Recon de 2001.

## Cenário
Ghost Recon Wildlands é ambientado no ano de 2019, na Bolívia, que no jogo é o maior fornecedor de drogas do mundo. As drogas produzidas na Bolívia são controladas por um cartel chamado Santa Blanca, uma organização muito poderosa e influente que tem causado a desestabilização da região e que vem aumentando sua influência na política boliviana, transformando o país em um narcoestado. O aumento do poder do Cartel Santa Blanca se torna uma ameaça ao mundo e ao Governo dos Estados Unidos. Como resposta, o exército americano envia secretamente uma unidade de operações especiais de elite chamada "Ghosts" para destruir e revelar a conexão entre o Cartel Santa Blanca e o governo local.

## Gameplay
Tom Clancy's Ghost Recon Wildlands é um jogo de tiro tático que está definido na Bolívia. Os jogadores jogam como um membro dos Ghosts, uma equipe de elite no exército dos Estados Unidos. O jogo não será futurista ao contrário de seus antecessores, como Advanced Warfighter ou Future Soldier. Em vez disso, o jogo se passa no dia moderno, semelhante ao Tom Clancy's Ghost Recon. Como resultado, o armamento destaque no jogo será típico e mais realista e será semelhante ao das armas mais usadas por militares na atualidade. No entanto, drones ainda serão apresentados e podem ser usados para marcar e destacar inimigos e objetivos ou como armas para atacar inimigos. O jogo vai ser o primeiro em mundo aberto, Haverá nove tipos diferentes de terreno, como montanhas e deserto, com um sistema de ciclo dia-noite e de meteorologia dinâmica. A realização de missões durante o dia permite que os jogadores detectem inimigos facilmente, ao completar missões na noite jogadores terão uma vantagem tática, tendo em vista que a noite oferecerá aos jogadores uma melhor cobertura. Os jogadores também têm a tarefa de fazer observações antes da realização de missões. Uma variedade de veículos, tais como bicicletas e buggies também haverá no jogo. Wildlands contará com missões secundárias, ao contrário de seus antecessores.
Quando completar missões, os jogadores poderão chegar ao local onde a missão começa através de uma variedade de maneiras. Os jogadores poderão utilizar paraquedas de um helicóptero ou carro em direção a seus objetivos. Os jogadores estarão autorizados a utilizar várias formas diferentes para completar os objetivos, tais como a utilização de discrição, combate corpo a corpo, ou usando os aparelhos de longo alcance ou curto alcance previstos no jogo. Entre as missões, os jogadores são livres para explorar o mundo do jogo, e o jogo contará com postos avançados que podem ser tomados pelos jogadores. Os jogadores também podem agarrar inimigos a curta distância com uma mão para a defesa, enquanto com a outra mão para atirar.
Quando não completar missões, os jogadores podem interagir e construir relações amigáveis ou hostis com outros personagens não jogáveis, tais como os cidadãos, funcionários e os rebeldes do mundo. Essas interações exigem estratégia, tais interações trarão consequências e impacto mundial do jogo, e mudarão a forma como os jogadores podem alcançar seus objetivos. Os jogadores também podem ganhar pontos de experiência para subir de nível. O personagem jogável pode ser personalizado. O loot encontrado nos cadáveres dos inimigos poderão ser equipados. Armas e equipamentos poderão ser atualizados também. De acordo com o diretor criativo do jogo, a inteligência artificial do jogo "improvisará" e terá suas "próprias motivações e agendas".

O jogo também contará com quatro jogadores cooperativos multiplayer, em que os jogadores podem ser unidos por três outros jogadores para explorar o mundo do jogo e para completar a missão da campanha. O jogo também pode ser jogado com apenas um jogador, em que o ele será acompanhado por três boots, que o jogador poderá dar ordens.